# Бауфал, Владислав Францевич
Владислав Францевич Бауфал (Боуфал) (1853—1914) — генерал-майор, герой сражения на Шипке.
Родился 12 июля 1853 года, происходил из дворян-однодворцев Гродненской губернии. 17 ноября 1869 года был зачислен в Санкт-Петербургское пехотное юнкерское училище, из которого выпущен 12 ноября 1875 года прапорщиком в 16-й стрелковый батальон.
Произведённый 1 мая 1877 года в подпоручики, Бауфал принял участие в начавшейся русско-турецкой войне на Балканском театре.
8 сентября 1877 года он был награждён орденом св. Георгия 4-й степени
За выбитие неприятеля из ложементов во время обороны, в 1877 году, Шипкинского прохода и за занятие их с охотниками.
В этом сражении он был контужен. По излечении он вернулся на Шипкинскую позицию и в сражении 27 декабря был тяжело ранен четырьмя пулями в грудь и шею. За отличия на Шипке он был награждён орденами св. Анны 4-й степени, св. Станислава 3-й степени с мечами и бантом, св. Анны 3-й степени с мечами и бантом.
1 декабря 1878 года Бауфал был произведён в поручики и в следующем году награждён орденом св. Станислава 2-й степени с мечами. 18 ноября 1880 года получил чин штабс-капитана. С 10 июля 1883 года по 8 октября 1885 года Бауфал числился в отставке и состоял на болгарской службе. По возвращении в Россию был назначен командиром роты, 16 апреля 1888 года произведён в капитаны.
Произведённый 26 февраля 1894 года в подполковники, Бауфал в июле того же года был назначен командиром батальона. 26 ноября 1898 года произведён в полковники.
11 августа 1899 года Бауфал был назначен командиром 13-го стрелкового полка, во главе которого в 1900—1901 годах принял участие в Китайском походе, за отличия награждён орденом св. Владимира 3-й степени с мечами. Вслед за тем Бауфал принял участие в русско-японской войне.
19 июня 1905 года он был произведён в генерал-майоры (со старшинством от 6 декабря 1906 года) и назначен командиром 2-й бригады 4-й стрелковой дивизии, с 5 мая 1906 года командовал 2-й бригадой 34-й пехотной дивизии.
7 июля 1907 года Бауфал возглавил 4-ю стрелковую бригаду и вместе с ней принял участие в начальных сражениях Первой мировой войны. 19 сентября 1914 года он был назначен командиром 3-й гренадерской дивизии. Этой дивизией Бауфал прокомандовал недолго, поскольку 4 ноября из-за тяжёлой болезни был зачислен в резерв чинов при штабе Киевского военного округа.
Скончался 20 ноября в Одессе, похоронен 23 ноября на Новом кладбище.
Высочайшим приказом от 24 февраля 1915 года Бауфал посмертно был произведён в генерал-лейтенанты и награждён Георгиевским оружием.
Среди прочих наград Бауфал имел ордена:
- Орден Святой Анны 2-й степени (1892 год)
- Орден Святого Владимира 4-й степени (1898 год)
- Орден Святого Станислава 1-й степени (1906 год)
- Орден Святой Анны 1-й степени (1910 год)